# Edikt von Salerno
Edikt von Salerno (auch Edikt von Melfi) ist die gesetzlich fixierte Trennung der Berufe Arzt und Apotheker durch den Stauferkaiser Friedrich II. für das Königreich Sizilien. Dieser ließ im Jahr 1231 anlässlich des Hoftages in der im festländischen Teil des Königreichs Sizilien liegenden Stadt Melfi die Gesetzessammlung Liber Augustalis (auch: Constitutiones Regni Siciliae) zusammenstellen und veröffentlichen, die viele Bereiche des öffentlichen Lebens betraf, unter anderem auch das Medizinalwesen.
Die Sammlung wurde zwischen 1231 und 1243 durch zahlreiche Nachträge ergänzt und die Nachträge auf den jeweiligen Hoftagen, die an jeweils wechselnden Orten stattfanden, promulgiert. Einer dieser Nachträge betraf auch das Verhältnis zwischen Ärzte- und Apothekerwesen: Ärzte durften fortan keine Apotheke besitzen oder daran beteiligt sein. Arzneimittelpreise wurden gesetzlich festgeschrieben, um Preistreiberei zu verhindern. Bei welchem der regelmäßig stattfindenden Hoftage, in welchem Jahr und in welcher Stadt dieser Nachtrag beschlossen wurde, ist bislang nicht bekannt. Eine Zulassungsprüfung für Ärzte war bereits von Roger II. in den Assisen von Ariano vorgeschrieben worden. Diese gehört zum ursprünglichen Bestand der Konstitutionen von Melfi.
Das Verbot wirtschaftlicher Gemeinschaft von Arzt und Apotheker wurde in vielen Städten und Regionen erst später in gesetzliche Regelungen aufgenommen.